# 天使之戀 (專輯)
《天使之戀》是歌手黃鶯鶯於1983年發行的國語專輯。這張專輯曾被《台灣流行音樂百張經典專輯》一書選為1975年9月到1993年1月的第92名專輯。

## 曲目
黑膠唱片版本

Side A

1. 時空寄情 4.10
．作曲．作詞：曹俊鴻
2. 沙漠之足 4.37
．作曲．作詞：童安格
3. 漫長的等待 3.20
．作曲．作詞：童安格
4. 離愁 3.46
．作曲：陳揚．作詞：呂欽若
5. 夢了無痕 3.58
．作曲：陳揚．作詞：呂欽若
6. 情鐘 3.58
．作曲：馬兆駿．作詞：洪光達

Side B

1. 天使之戀 6.16
．作曲：喜多郎．作詞：Kandy Chen（陳耑穎）
翻唱自1982年日本動畫電影《千年女王》的英語主題歌「Angel Queen」。
2. 火焰 5.05
．作曲．作詞：馬兆駿
3. 美麗的童話 3.54
．作曲：歷風．作詞：林敏聰
4. 憶的長廊 4.09
．作曲：羅萍．作詞：長汶
5. 今宵多珍重 4.20
．作曲：王福齡．作詞：林達

CD版本

1. 時空寄情
2. 沙漠之足
3. 漫長的等待
4. 離愁
5. 夢了無痕
6. 情鐘
7. 天使之戀
8. 火燄
9. 美麗的童話
10. 憶的長廊
11. 今宵多珍重